# Грипенберг, Бертель
Барон Бертель Грипенберг (швед. Bertel Johan Sebastian Gripenberg, 19 сентября 1878, Санкт-Петербург, Российская империя — 6 мая 1947, Севшё, Швеция) — финский поэт и писатель, писавший на шведском языке.

## Биография
Родился 19 сентября 1878 года в Санкт-Петербурге. Отец — Йоханнес Грипенберг, на тот момент служил в императорской канцелярии по всем делам гражданского управления Финляндией (ведомство, подотчётное статс-секретарю по делам Финляндии). По отцу — представитель финляндского баронского рода Грипенбергов (в частности, приходится племянником архитектору Себастиану Грипенбергу и общественной деятельнице и писательнице Александре Грипенберг). В 1888 семья Бертеля вернулась в Финляндию, где жила сначала в Санкт-Михеле, а затем в Гельсингфорсе. С 1893 по 1895 посещал кадетский корпус во Фридрихсгамe, но бросил его из-за плохого здоровья и потому что плохо переносил царившую присущую учреждению муштру. В конце концов, в 1898 году окончил Nya Svenska Läroverket, шведоязычную гимназию в Гельсингфорсе.
В начале 1900-х Бертель Грипенберг, Рольф Лагерборг и их единомышленники основали журнал «Эвтерпа», посвященный современным тенденциям в культуре и политике. «Эвтерписты» стремились встроить финляндское шведоязычное меньшинство в общеевропейский контекст и стояли на прогрессивных по меркам того времени позициях (свобоода слова, антиклерикализм и т.п.). Пока Великое княжество Финляндское пребывало в составе Российской империи, Грипенберг разделял антиправительственные взгляды. Известно, что в 1906 году Грипенберг персонально сопровождал Максима Горького, опасавшегося преследований со стороны царской охранки, на его пути из Гельсингфорса в Стокгольм.
Как литератор, приобрел широкую известность в 1903 с публикацией своего первого поэтического сборника «Стихи» (швед. Dikter).
Будучи бароном, был одним из 201 представителей дворянского сословия в Финляндском сейме (органе-предшественнике Эдускунты) двух созывов: 1904-1905 и 1905-1906 годов; с 1907 выборы в Эдускунту стали проводиться на основе всеобщего избирательного права.
В конце 1910-х политические взгляды Грипенберга стали отчётливо консервативными. Он участвовал в Гражданской войны в Финляндии на стороне белофиннов, чему были посвящены стихотворения в сборнике «Под флагом» (Under fanan, 1918). Грипенберг видел в финских шведах последний форпост западной цивилизации и традиционного общественного уклада, включая собственные аристократические привилегии.
Традиционализм, шведский национализм и открытое обращение к расовым категориям в творчестве Грипенберга служило вдохновением для правых и ультраправых шведских политиков. Ещё в 1921 году расовый теоретик и писатель Рольф Норденстренг опубликовал книгу о творчестве Грипенберга. Впоследствии его стихи неоднократно публиковались в официальной газете Шведского социалистического собрания — шведской нацистской партии — и цитировались их лидером, Свеном-Улофом Линдхольмом, на партийных мероприятиях.
Скончался от туберкулёза 6 мая 1947 в санатории в Севшё (лён Йёнчёпинг, Швеция).

## Оценки
Творчество Грипенберга обычно рассматривается как образец традиционализма в финской литературе — реакции на новое поколение писателей-модернистов (таких как Эдит Сёдергран, Эльмер Диктониус, Раббе Энкель и Гуннар Бьёрлинг).
Советские литературоведы придерживались классовой интерпретации творчества Грипенберга и по-разному оценивали его поэзию до и после Революции 1917 года и обретения Финляндией независимости. Так, статья в Литературной энциклопедии переходит от высокой оценки ранней поэзии автора, называя стихотворения в сборнике «Поземка» (Drifsnö) 1909 года «наиболее блестящими во всей шведской поэзии того времени», к разгромной критике более поздних работ, характеризуя их как «лебединую песнь сходящего с исторической арены класса». Эйно Карху также видел в литературной деятельности Грипенберга реакцию аристократического сословия на «пробуждение революционных масс» и «закат сословной Финляндии».
Современный исследователь Михель Экман также указывал на укоренённость мировоззрения Грипенберга в иерархическом, сословном взгляде на общество. Например, по мнению критика, Грипенберг видел в противостоянии белофиннов и краснофиннов не проявление социально-экономических противоречий и неравенства, но борьбу «людей и животных». Впрочем, вера в связь «крови и почвы» прослеживается и в ранних работах автора (например, в стихотворении Germaniskt blod 1905 года).

### Признание
Грипенберг приобрел популярность среди шведоязычной читающей публики ещё при жизни. 
В 1927 году был удостоен чести стать резидентом Дома поэтов в Порвоо, где и жил с 1928 по 1932 год.
В 1932 году Грипенбергу было присвоено звание почётного доктора философии в Хельсинкском университете.
Лауреат Премии Толландера за 1913 , 1926 и 1942 года (присуждается Обществом шведской литературы в Финляндии) и Главной премии шведского литературного «Общества Девяти» за 1916, 1930 и 1940 года.
Неоднократно номинировался на Нобелевскую премию по литературе.

## Творчество
Поэзия
- 1903 – Dikter
- 1904 – Vida vägar
- 1905 – Gallergrinden
- 1907 – Rosenstaden
- 1908 – Svarta sonetter
- 1909 – Drifsnö
- 1911 – Aftnar i Tavastland
- 1918 – Under fanan
- 1922 – Kanonernas röst
- 1923 – Efter striden
- 1925 – Den hemliga glöden (опубликовано под псевдонимом Åke Erikson)
- 1925 – Skymmande land
- 1928 – Den stora tiden
- 1930 – Vid gränsen
- 1933 – Livets eko
- 1941 – Sista ronden
- 1947 – Genom gallergrinden (опубликовано посмертно)

Проза
- 1909 – Vid mörkrets portar
- 1910 – Det brinnande landet
- 1918 – En dröm om folkviljan
- 1925 – På Dianas vägar